# Rudolf IV van Anhalt
Rudolf de Dappere (ca. 1466 - Verona, 7 september 1510) was een vorst van Anhalt. Rudolf was de jongste zoon van George I uit diens vierde huwelijk met Anna van Lindow-Ruppin. In 1485 trad hij in dienst van Rooms-koning Maximiliaan I. De rest van zijn leven bleef hij als legeraanvoerder in dienst van de Rooms-koning.